# Хе Цзяньбінь
Хе Цзяньбінь (18 лютого 1993) — китайський плавець.
Учасник Олімпійських Ігор 2012 року.